# 岸田聖羅
岸田 聖羅（きしだ せいら、1998年7月17日 - ）は、日本のプロボクサー。第4代日本スーパーフェザー級ユース王者。千里馬神戸ボクシングジム所属。兵庫県神戸市出身。

## 来歴
2018年8月12日のプロデビュー戦は4RTKO勝ち。4ヶ月後の試合でTKO負けでプロ初黒星。
そして2019年西日本スーパーフェザー級新人王として、岩崎淳史を相手に4回1-1（37-39、40-36、38-38）引き分けで優勢点により次戦進出ならず。
その後2022年5月1日、常盤アリーナで開催された「第64回千里馬スーパーファイト」にて福田星河と日本スーパーフェザー級ユースタイトルマッチを行い、8回3-0(78-74×3)判定勝ちで日本ユース王座獲得に成功。

## 獲得タイトル
- 2019年度西日本スーパーフェザー級新人王
- 第4代日本スーパーフェザー級ユース王座（防衛0=返上）

## 戦績
- プロボクシング - 13戦9勝（3KO）2敗2分